# Jag är ingen älskling
Jag är ingen älskling är den svenska artisten Lena Philipssons tolfte soloalbum och släpptes digitalt och på CD den 18 september 2015 på skivbolaget Roxy Recordings. Alla låtar är skrivna och komponerade av Lena Philipsson, vilket är första gången sedan albumet Bästa vänner 1997, det händer. Samtliga låtar är producerade av Anders Hansson och Philipsson. Albumets titelspår släpptes digitalt som första singel 12 augusti 2015.
Jag är ingen älskling debuterade på Sverigetopplistans fjärde plats den 25 september 2015. Totalt låg albumet på listan i 18 veckor och fjärde placeringen var albumets högsta placering på listan.

## Promotion
Albumets titelspår och första singel Jag är ingen älskling premiärspelades i underhållningsprogrammet Allsång på Skansens säsongsavslutning i SVT den 11 augusti 2015.
Den 20 september 2015 medverkade Philipsson i TV4:s morgonprogram Nyhetsmorgon med anledning av den nya skivan. I programmet intervjuades hon av Ebba von Sydow och framförde albumets titelspår live. 
Singeln Jag är ingen älskling framfördes av Philipsson även under QX Gaygala 2016 som ägde rum på Cirkus i Stockholm den 8 februari 2016.

## Showen "Jag är ingen älskling"
Den 3 februari 2016 hade showen Jag är ingen älskling premiär på Cirkus i Stockholm. Tillsammans med ett piano hade Philipsson sällskap av ett sexmannaband på scen. Musikaliskt låg fokuset på Philipsson och pianot och publiken fick se en personligare sida av Philipsson än tidigare. Showen regisserades av Emma Bucht och scenografin gjordes av Helena Dillén. Showen var en stor succé och prisades av recensenter, bland annat i Aftonbladet där showen fick fem plus av fem möjliga och kallades "det bästa hon någonsin gjort".
Den 10 september haded showen turnépremiär i Gävle och besökte totalt turnén 21 städer runt om i Sverige. På grund av högt tryck på biljettförsäljning gjordes också nio stycken extrainsatta konserter under hösten 2016. 
Under våren 2017 sattes showen upp på Rondo i Göteborg med premiär 26 januari 2017. Även här var publiktrycket högt och totalt gjordes sex stycken extrainsatta föreställningar med en sista föreställning på Rondo 29 april 2017.
Showen förlängdes med ytterligare en sverigeturné under hösten 2017. Turnépremiär skedde den 29 september i Västerås. Turnén avslutades med fyra föreställningar på Rival i Stockholm mellan den 8 och 11 november 2017. Totalt såldes över 100 000 biljetter och showen besökte totalt 27 svenska städer.
Under namnet Lena PH Show visades showen på SVT Play under hösten 2017.

## Låtlista[1]
Alla låtar är skrivna och komponerade av Lena Philipsson. 
| Nr  | Titel                 | Längd |
| --- | --------------------- | ----- |
| 1.  | Jag är ingen älskling | 3:50  |
| 2.  | Mirakel               | 4:15  |
| 3.  | Oktober               | 3:58  |
| 4.  | Gråt inga tårar       | 3:45  |
| 5.  | Sagas sång            | 3:54  |
| 6.  | Kunde va' din mamma   | 4:25  |
| 7.  | Tjejfest              | 3:46  |
| 8.  | En liten pojk         | 4:52  |
| 9.  | Kysser dina spår      | 3:44  |
| 10. | Adjö farväl           | 3:57  |